# Адзучи-Момояма
Адзучи-Момояма (на японски: 安土桃山時代) е период от японската история, датиращ от 1568 до 1600 г.
Периодът настъпва, когато Ода Нобунага влиза в Киото през 1568 г. и установява Ашикага Йошиаки за 15-и и последен шогун на шогуната Муромачи, който по-рано е рухнал в хода на Ониновата война през 1467 г. и по този начин е дал начало на хаотичния период Сенгоку. Нобунага сваля от власт Йошиаки и разпуска шогуната Муромачи през 1573 г., започвайки завоевателна война, целяща да обедини цяла Япония чрез сила. Той, обаче, е предаден от войските си през 1582 г. и е убит. Наследникът му, Тойотоми Хидейоши, завършва кампанията му за обединение на Япония и консолидира властта си чрез многобройни влиятелни реформи. Хидейоши предприема нахлуване в Корея през 1592 г., но в крайна сметка се проваля и уронва престижа си преди да умре през 1598 г. Младият му син и наследник, Тойотоми Хидейори, е свален от престола от Токугава Иеясу. Периодът приключва с победата на Токугава в битката при Секигахара през 1600 г. След това на власт идва шогуната Токугава и периода Едо.
През периода Адзучи-Момояма японските общество и култура преминават от Средновековието към ранното съвремие. Периодът е наречен по името на замъците Адзучи и Момояма. Понякога, в японската литература е наричан и Шокухо. Белязан е от великолепие и показност. Строителството на големи замъци и имения заменя храмовете. Дворците са украсявани с големи картини и плъзгащи се панели.